# Aleksandar Ivanović
Aleksandar Ivanović, črnogorski pesnik, * 21. november 1911, Cetinje, Črna gora, † 13. oktober 1965, Cetinje, Črna gora (tedaj tudi Socialistična federativna republika Jugoslavija).
Ivanović je bil sodelovec več književnih revij in listov, ki je znan po tenkočutni liriki.

## Dela
- zbirka Stihi
- zbirka Mlado drevje na pečevju